# Burton's Gentleman's Magazine
Burton's Gentleman's Magazine and American Monthly Review (sau uneori ...and Monthly American Review) sau, mai simplu, Burton's Magazine, a fost o publicație literară ce a apărut la Philadelphia din 1837 până în 1841. Fondatorul său a fost William Evans Burton, un imigrant de origine engleză în Statele Unite ale Americii care a condus, de asemenea, un teatru și a fost un actor de mică importanță.

## Prezentare generală
Revista a publicat poezii, proză, eseuri, cu un accent pe viața sportivă. Articolele sportive se refereau la navigație, crichet, vânătoare etc. Pentru a concura cu alte reviste ale vremii, Burton's a inclus ilustrații suplimentare și o hârtie mai groasă decât cea standard.

### Edgar Allan Poe

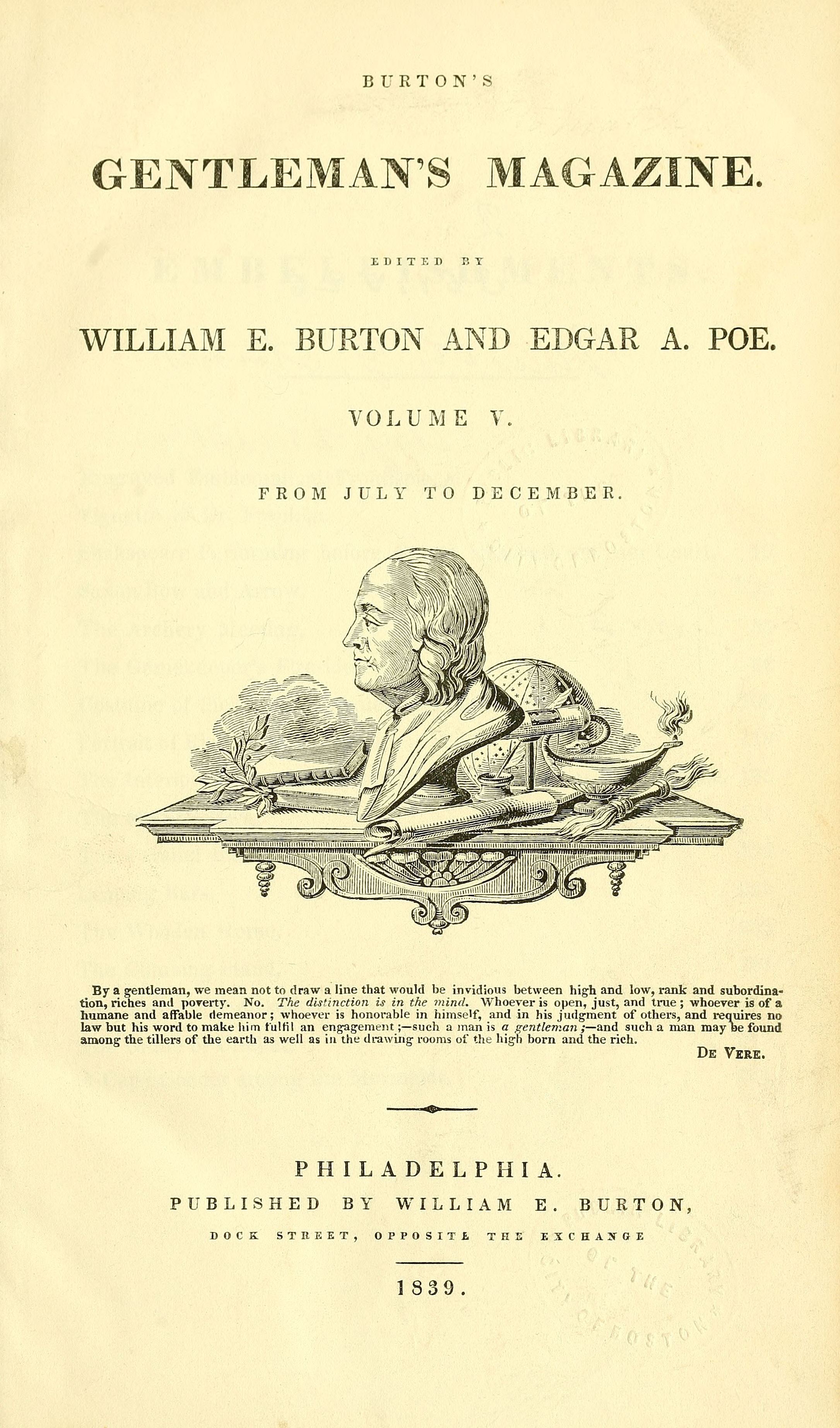
Frontispiciul ediției din iulie-decembrie 1839, cu numele lui Burton și Poe

Cel mai faimos colaborator al revistei a fost Edgar Allan Poe, care a fost o scurtă perioadă și redactor în 1839. Ediția din iunie 1839 a revistei Burton's a inclus notița că proprietarul ei a „făcut aranjamente cu Edgar A. Poe, Esq., fost redactor la Southern Literary Messenger, pentru a-și dedica abilitățile și experiența lui pentru o parte a sarcinilor redacționale ale Gentlemen's Magazine”. Poe a fost de acord să furnizeze aproximativ 11 pagini de material original pe lună și a fost plătit cu 10 dolari pe săptămână, iar numele său a fost adăugat lângă cel al lui Burton. În Burton's, Poe a publicat povestiri binecunoscute acum precum „Omul făcut bucăți”, „Prăbușirea Casei Usher”, „William Wilson”, „Morella”, „Convorbirea dintre Iros și Carmion” și altele. Neînțelegerile dintre cei doi l-a determinat pe Burton să-l concedieze pe Poe în iunie 1840.
În 1841, Burton a vândut revista lui George Rex Graham. Ea a fuzionat atunci cu Atkinson's Casket pentru a deveni Graham's Magazine.